# Nền Kinh tế Mới

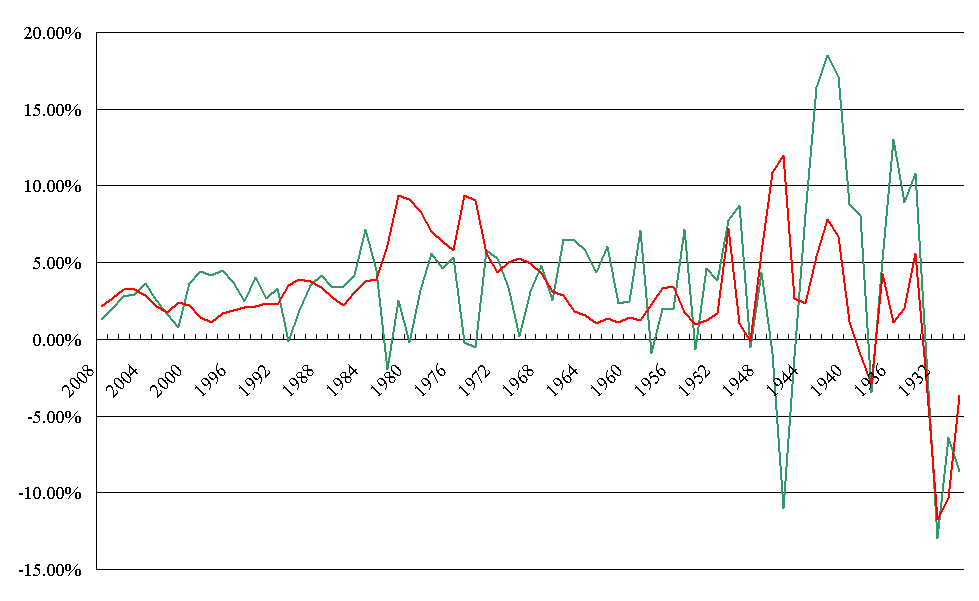
Xu hướng tăng trưởng kinh tế (đường màu lục) và lạm phát (đường màu đỏ) ở Hoa Kỳ.

Nền Kinh tế Mới là một hiện tượng kinh tế vĩ mô đặc biệt ở Hoa Kỳ vào nửa sau của thập niên 1990. Trong thời kỳ đó, kinh tế Hoa Kỳ có tốc độ tăng trưởng cao và ổn định, tỷ lệ thất nghiệp thấp, tuy nhiên tỷ lệ lạm phát cũng ở mức thấp. Lúc đó, đã có một số ý kiến cho rằng chu kỳ kinh tế đã chết.

## Hiện tượng kinh tế vĩ mô khác thường
Giai đoạn 1995-1999 là giai đoạn mà tốc độ tăng trưởng kinh tế của Hoa Kỳ cao hơn so với trong các giai đoạn trước. Sản lượng kinh tế tăng bình quân hàng năm là 4,9% trong giai đoạn 1995-1999, trong khi chỉ tăng 2,75% trong giai đoạn 1972-1995, 3,14% trong giai đoạn 1913-1972. Theo lý thuyết kinh tế học vĩ mô, khi kinh tế tăng trưởng nhanh hơn (và có nghĩa là tỷ lệ thất nghiệp thấp hơn) thì tỷ lệ lạm phát sẽ cao hơn. Quan hệ này thường được thể hiện bằng Đường cong Phillips. Hiện tượng tỷ lệ thất nghiệp thấp và tỷ lệ lạm phát cũng thấp trong nền kinh tế Hoa Kỳ giai đoạn 1995-1999 đã làm bối rối nhiều nhà kinh tế, nhất là khi những số liệu thống kê ban đầu không cho thấy có dấu hiệu nào của sự tăng năng suất lao động. Cái tên "Nền Kinh tế Mới" được dùng để chỉ hiện tượng kinh tế không giống với các thời kỳ trước đó ở Hoa Kỳ (nền kinh tế cũ).

## Nguyên nhân
Những tính toán thống kê về sau đã cho thấy có sự gia tăng mạnh mẽ trong năng suất lao động vào giai đoạn 1995-1999, bình quân 1,25% hàng năm. Giai đoạn 1972-1995, tốc độ tăng năng suất đa nhân tố chỉ có 0,02% mỗi năm. Gordon (2001) cho rằng sự gia tăng năng suất lao động đã làm "phẳng" đường cong Phillips, Greenspan (2008) cho rằng sự gia tăng năng suất lao động đã làm tỷ lệ thất nghiệp tự nhiên (hay tỷ lệ thất nghiệp không làm tăng tốc lạm phát - NAIRU) giảm đi (hay đường Phillips dài hạn bị dịch vào trong) khiến cho dù thất nghiệp thấp thì lạm phát vẫn không tăng. Báo cáo Kinh tế của Tổng thống Hoa Kỳ tháng 2 năm 2000 giải thích rằng năng suất lao động tăng tạm thời làm giảm NAIRU: "Nếu năng suất tăng nhanh hơn dự tính 1 điểm phần trăm, thì NAIRU ngắn hạn giảm 1,25 điểm phần trăm".
Vì sao năng suất lao động tại Hoa Kỳ lại tăng mạnh trong giai đoạn 1995-1999 được các nhà kinh tế giải thích rằng đó là nhờ tiến bộ về công nghệ, đặc biệt là công nghệ thông tin. Greenspan (2008) đã viết như sau trong hồi ký của mình:
| “ | ... liên quan đến sự thay đổi về công nghệ... chúng ta đang ở ngưỡng cửa của một sự chuyển đổi lịch sử... do thế giới đã tiếp nhận công nghệ thông tin và tìm cách đưa vào sản xuất, chúng ta đã bước vào một giai đoạn dài với lạm phát thấp, lãi suất thấp, năng suất tăng và thất nghiệp thấp... Tôi đã nghiên cứu các chu kỳ kinh tế từ những năm 1940. Chưa bao giờ tôi thấy có hiện tượng này. | ” |

OECD (2001) cho rằng mức đóng góp của đầu tư cho công nghệ thông tin vào tăng trưởng kinh tế của Hoa Kỳ trong giai đoạn 1995-1999 cao hơn bất kỳ nền kinh tế OECD nào khác. Bình quân mỗi năm, đầu tư cho ICT tạo ra 0,9 điểm phần trăm tăng trưởng GDP thực tế. Còn sở dĩ Hoa Kỳ có sự tiến bộ mạnh mẽ về công nghệ trong giai đoạn này là vì tỷ lệ giữa vốn đầu tư mạo hiểm so với GDP ở Hoa Kỳ cao trong giai đoạn 1995-1999 của Hoa Kỳ cao hơn hẳn của châu Âu và Nhật Bản. Xét trong thành phần của tổng vốn đầu tư mạo hiểm, tỷ trọng của công nghệ cao ở Mỹ lên đến hơn 80%, cao hơn so với châu Âu và Nhật Bản.
Bên cạnh năng suất lao động, còn các nhân tố khác có thể góp phần làm giảm lạm phát, đó là:
- Giá các thiết bị công nghệ thông tin ngày càng giảm giúp giảm chi phí cho một đơn vị sản lượng tại các doanh nghiệp khiến họ có cơ hội giảm giá sản phẩm để cạnh tranh.[9] Tuy nhiên, Greenspan (2008) cho rằng ngay cả sự giảm giá của các thiết bị công nghệ thông tin phản ánh xu hướng tăng năng suất; sụt giảm đặc biệt nhanh trong giai đoạn bùng nổ phát minh.[10]
- Toàn cầu hóa, đặc biệt là việc thành lập NAFTA vào năm 1994 làm giảm các loại chi phí "gây ra tác động giảm lạm phát rõ rệt".[6][11][12]
- Chính sách tài chính khắc khổ nhằm giảm thâm hụt ngân sách của chính quyền Bill Clinton đã làm giảm lãi suất dài hạn, tăng mức độ thanh khoản của các ngân hàng Hoa Kỳ, qua đó làm giảm lạm phát mà không làm tăng thất nghiệp.[12]
- Chính sách tiền tệ nới lỏng dù có góp phần làm tỷ lệ lạm phát tăng 3 điểm phần trăm, nhưng lại làm tỷ lệ thất nghiệp giảm 2 điểm phần trăm.[12]